# Paul Gottlieb Werlhof

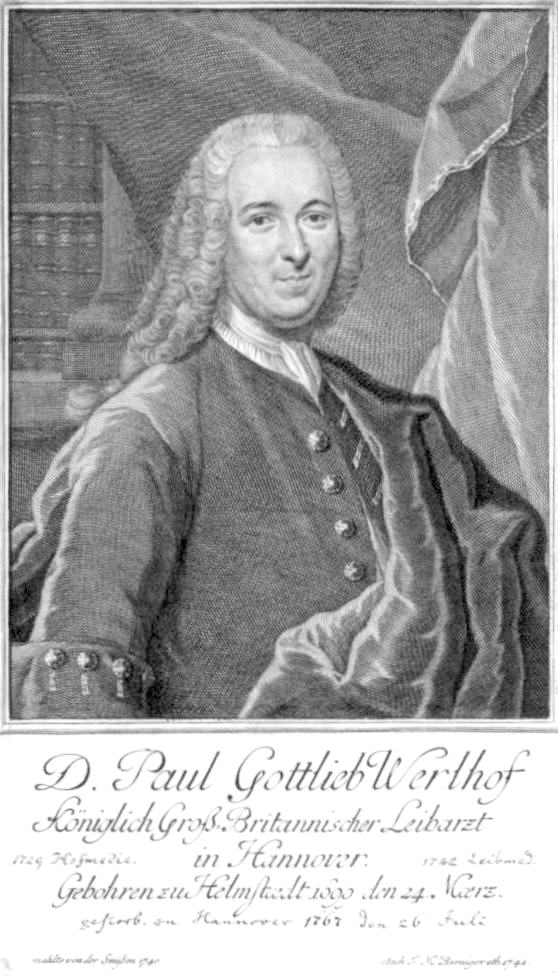
Paul Gottlieb Werlhof, Kupferstich nach einem Gemälde von Dominicus van der Smissen, 1740

Paul Gottlieb Werlhof (* 24. März 1699 in Helmstedt; † 26. Juli 1767 in Hannover) war ein deutscher Arzt und Dichter sowie Beschreiber der nach ihm benannten Idiopathischen Thrombozytopenie.

## Leben

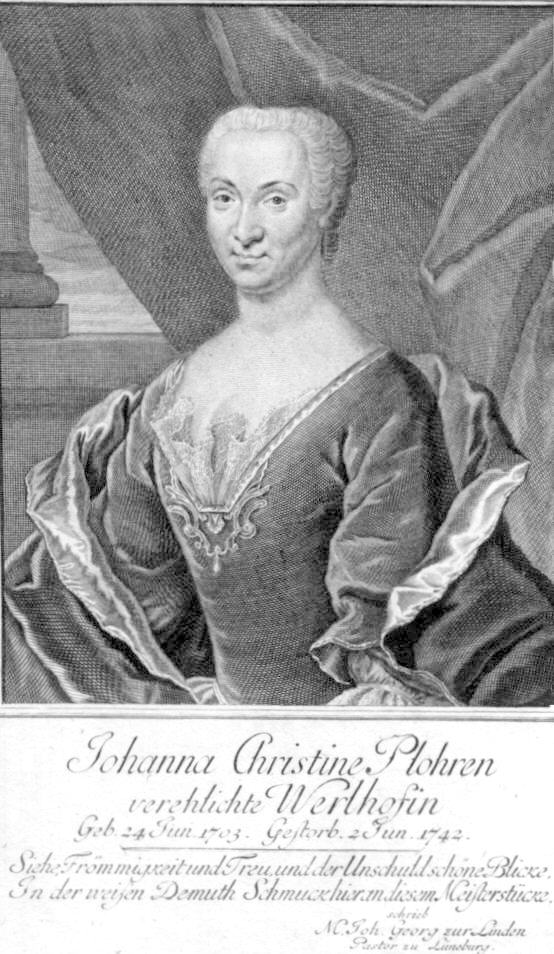
Werlhofs erste Ehefrau Johanna Christina, geborene Plohren (1703–1742)

Werlhof war Sohn des Rechtswissenschaftlers Johann Werlhof. Er studierte an der Universität Helmstedt Medizin bei Brandanus Meibom (1695–1740), dem Sohn seines Großonkels Heinrich Meibom, bei dem Professor der Anatomie und Chirurgie Alexander Christian Gackenholz († 1717), Andreas Julius Bötticher, Johann Carl Spies und Lorenz Heister (1683–1758). Nach seinem Studium zog er 1721 nach Peine und arbeitet dort für vier Jahre als praktischer Arzt. 1723 erwarb er den Doktortitel an der Universität in Helmstedt.
1725 zog Werlhof auf Rat des Leibarztes August Johann von Hugo nach Hannover, übernahm die Praxis des verstorbenen Johann Andreas Plohr und heiratete dessen Tochter Johanna Christina (1703–1742). Seine Fähigkeiten als Arzt verschafften ihm bald große Anerkennung. Er hatte eine außerordentlich hohe Zahl an Patienten, auch aus höheren gesellschaftlichen Kreisen, und wurde einer der bekanntesten Ärzte seiner Zeit in Europa, der sogar aus Moskau und Rom konsultiert wurde. 1729 wurde er (nach Ablehnung einer Berufung nach Helmstedt) zum Hofmedicus ernannt, 1742 königlicher Leibarzt und 1760 als Nachfolger Hugos erster Leibarzt. Er blieb bis zu seinem Tod in Hannover. 1733 fertigte er ein Gutachten für die neue medizinische Fakultät. Auf seine Empfehlung wurde Albrecht von Haller 1736 nach Göttingen berufen.

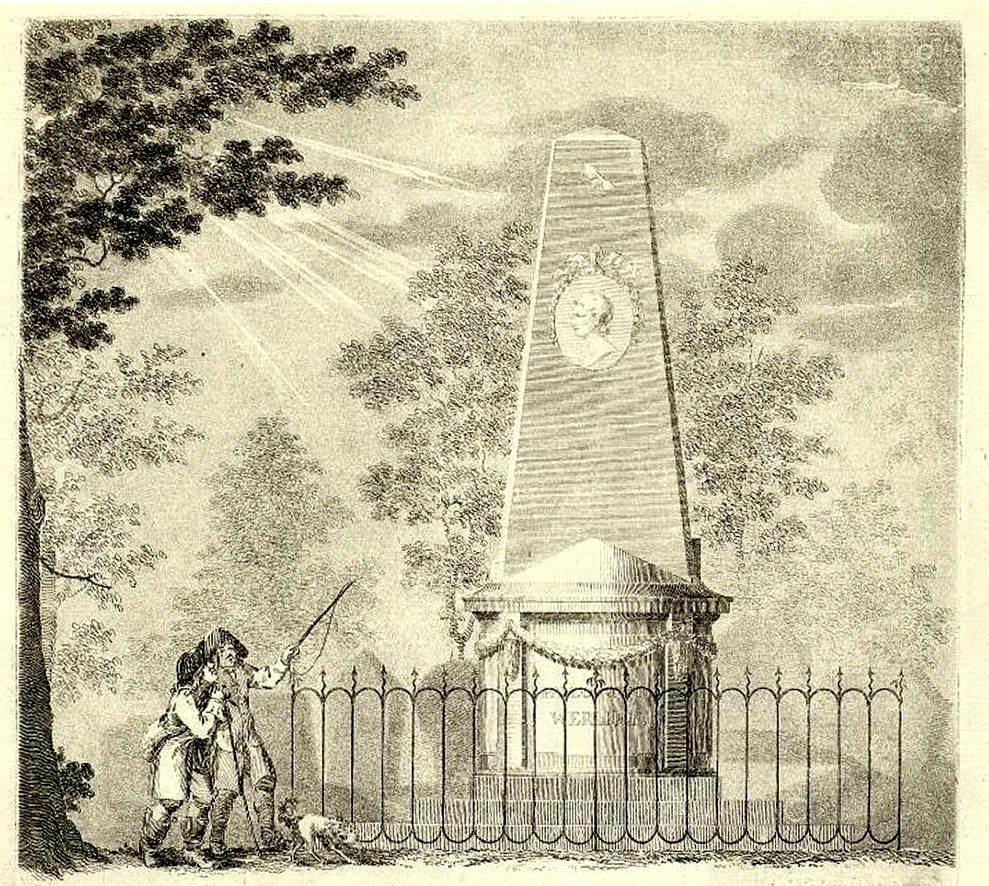
Von Johann Philipp Ganz entworfenes und von Ziesenis 1783 errichtetes „Monument“ für Paul Gottlieb Werlhof auf dem seinerzeitigen St. Nikolai-Kirchhof vor Hannover;
Kupferstich (Ausschnitt); VD 18, Niedersächsische Staats- und Universitätsbibliothek Göttingen

Nach dem Tode seiner ersten Frau heiratete er 1743 die verwitwete Frau des Professors der Rechte Johann Zacharias Hartmann (1695–1742) in Kiel, Sarah Elisabeth (1709–1768), geb. Scriver, Tochter des Etatsraths Scriver in Kiel. Aus dieser Ehe entstammte der spätere hannoversche Jurist Gottfried von Werlhof (1744–1832).
Werlhof war nicht nur ein begnadeter Arzt, sondern ein hervorragender Poet. Er schrieb Gedichte und Hymnen. Werlhof war ein Freund von Albrecht von Haller (1708–1777), ebenfalls ein anerkannter Arzt und Dichter. Werlhofs Hauptwerk „Observationes de febris“ (1. Aufl. 1732) galt den Wechselfiebern, wobei Werlhof bei diesem Krankheitsbild die Chinarinde als Heilmittel propagierte. 1735 prägte er den Begriff des Morbus maculosus haemorrhagicus, der ihm später den Ruf einbrachte, die idiopathische thrombozytopenische Purpura entdeckt zu haben. Allerdings ist der Originaltext nicht mit einer idiopathischen thrombozytopenischen Purpura vereinbar.

## Ehrungen
Am 12. Januar 1736 wurde er mit dem Beinamen Fabianus als Mitglied (Matrikel-Nr. 453) in die Deutsche Akademie der Naturforscher Leopoldina aufgenommen und 1751 zum auswärtigen Mitglied der Göttinger Akademie der Wissenschaften gewählt.
Nach Werlhof ist die Idiopathische Thrombozytopenie als Morbus Werlhof benannt.

## Schriften und Werke
- Observationes de febribus, praecipue intermittentibus et ex harum genere continuis etc. Hannover, 1732, 1745. Venedig, 1757, 1764, 1784.
- Cautiones medicae de limitandis laudibus et vituperiis morborum et remediorum. Hannover, 1734.
- Disquisitio medica et philologica de variolis et anthracibus, signis differentiis, medelis disserit etc. Hannoverae, sumt. haered. Nicolai Foersteri, 1735.
- Actorvm Medicorvm Edinbvrgensivm Specimina Duv De Medicamento Alterante Ex Mercvrio Et De Aurigine. Hannoverae 1735 (Digitalisat)
- Gedichte. 1749. 2nd edition, 1756.
- Opera Medica. 3 Bände, Hannoverae, imp. frat. Helwingiorum, 1775–1776.